# Lepthyphantes hublei
Lepthyphantes hublei là một loài nhện trong họ Linyphiidae.
Loài này thuộc chi Lepthyphantes. Lepthyphantes hublei được Robert Bosmans miêu tả năm 1986.